# Matagami (jezioro)
Jezioro Matagami znajduje się na terenie Kanady w prowincji Quebec w rejonie Jamésie. Kilka kilometrów na południe od jeziora znajduje się miasto Matagami.
Jezioro znajduje się na bagnistym terenie północnego Quebecu. Jest zasilane przez rzeki Allard, Bell, Gouault i Waswanipi a z jeziora wypływa rzeka Nottaway. Jezioro ma 43 km długości i 14 km szerokości a jego powierzchnia wynosi 236 km².
W języku Kri nazwa oznacza "miejsce spotkania wód" co przypisuje się do miejsca spotkania czterech dużych rzek.
Przez jezioro przebiegał jeden ze szlaków Kompanii Zatoki Hudsona.